# Thiệu Hưng
Thiệu Hưng (giản thể: 绍兴市; phồn thể: 紹興市; bính âm: Shàoxīng Shì, Hán-Việt: Thiệu Hưng thị) là một địa cấp thị của tỉnh Chiết Giang, Trung Quốc. Thành phố Thiệu Hưng có diện tích 8.279,1 km², dân số năm 2020 là 5.270.977 người, mật độ dân số đạt 640 người/km². Có 2.958.643 người sống trong vùng nội thành. Quy mô GDP toàn thành phố đạt 837 tỷ nhân dân tệ, thu nhập bình quân đầu người đạt 158.766 nhân dân tệ.

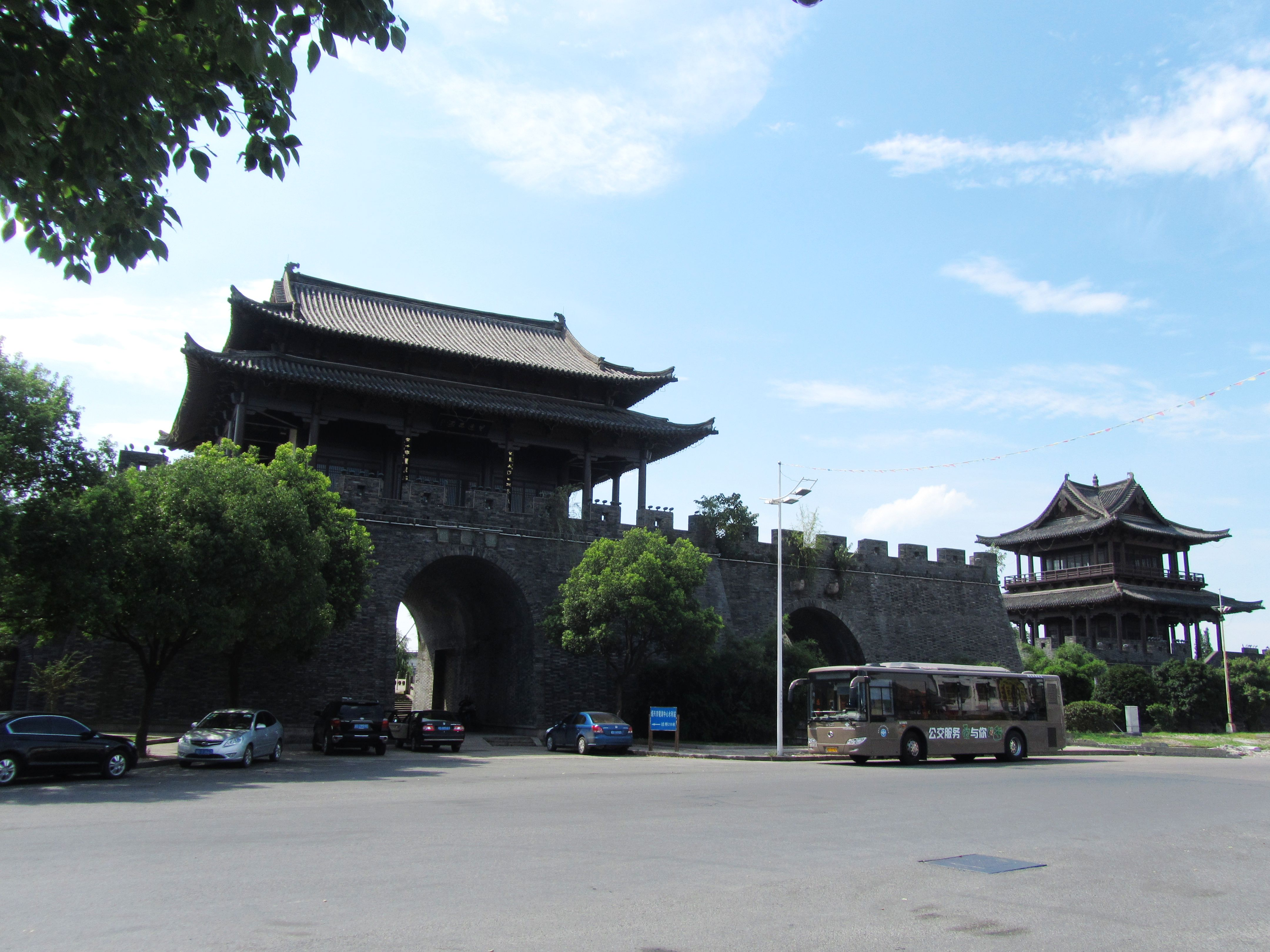
Cổng Thiệu Hưng

## Phân chia hành chính
Địa cấp thị Thiệu Hưng quản lý 6 đơn vị hành chính gồm 3 quận, 2 thành phố cấp huyện và 1 huyện.
- Quận Việt Thành (越城)
- Quận Kha Kiều (柯橋)
- Quận Thượng Ngu (上虞) ở phía đông
- Thành phố cấp huyện Thặng Châu (嵊州) ở đông nam
- Thành phố cấp huyện Chư Kỵ (诸暨) ở tây nam

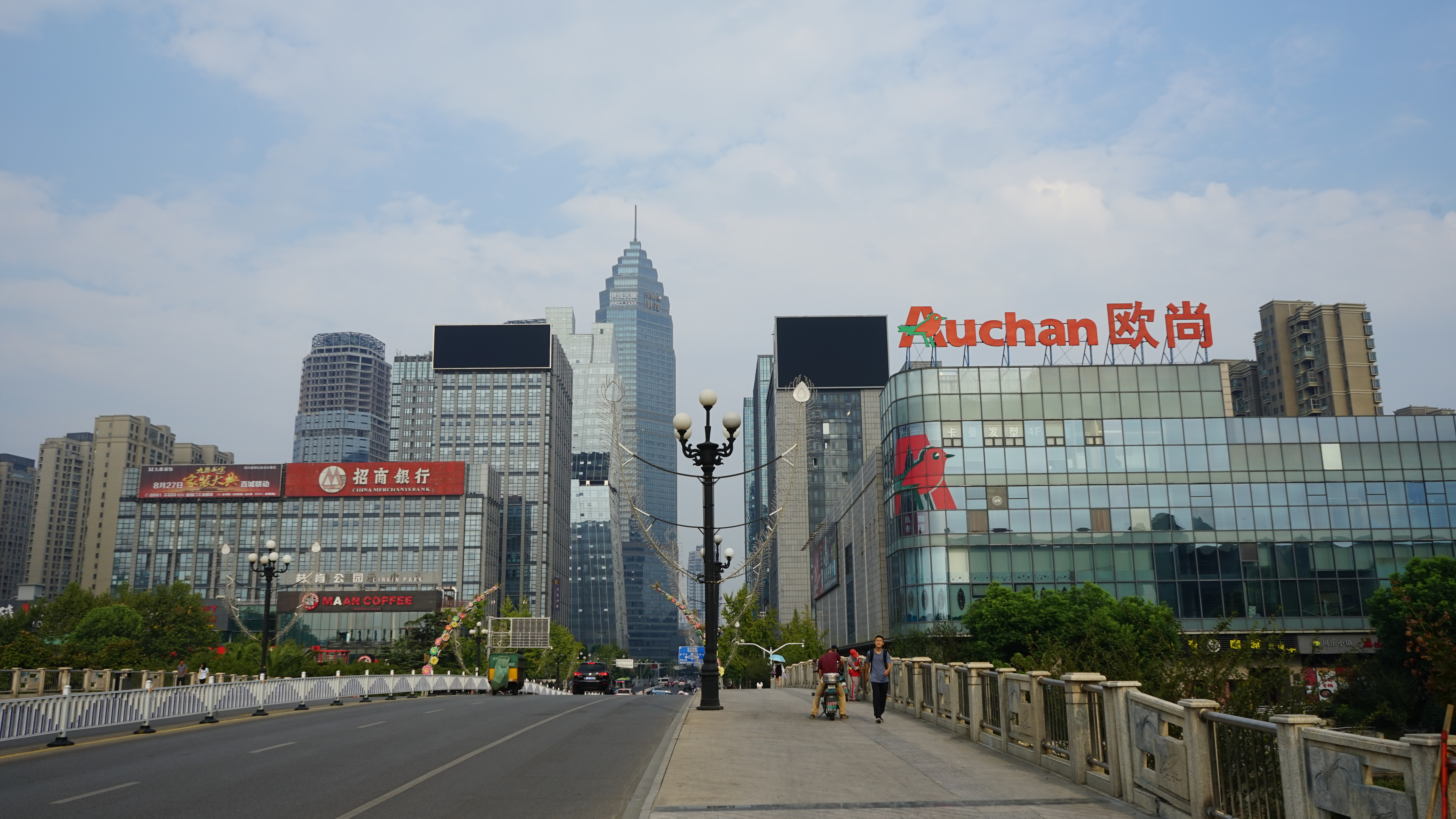
Thành phố Thiệu Hưng

- Huyện Tân Xương (新昌)